# Тайлер, Альберт
Альберт Клинтон Тайлер (англ. Albert Clinton Tyler; 4 января 1872, Глендейл, Огайо — 25 июля 1945, Ист-Харпсуэлл, Мэн) — американский легкоатлет, серебряный призёр летних Олимпийских игр 1896.
Тайлер участвовал только в соревнованиях по прыжку с шестом, которые прошли 10 апреля. Он занял второе место, показав результат в 3,20 м, и пропустив вперёд своего соотечественника Уэллса Хойта.